# Акачич, Бранка
Бранка Акачич (хорв. Branka Akačić; 11 марта 1905, Огулин, Карловачка — 26 ноября 1982, Загреб) — хорватский инженер-фармацевт, университетский преподаватель и специалист в области фармакогнозии.

## Биография
Бранка Акачич (урождённая — Вукович) родилась в марте 1905 года в городе Огулин. В возрасте 22 лет она получила диплом фармацевта на философском факультете Загребского университета. После получения диплома, Акачич осталась в стенах факультета в качестве ассистента, войдя в историю его фармацевтического отделения, как первая женщина, получившая эту должность. Преподавательскую деятельность на факультете, она совмещала с продолжением своего обучения, желая стать специалистом в области фармакогнозии. В 1930 году ей удалось получить диплом фармакогноста, а в 1936 году ещё и защитить докторскую диссертацию по теме исследования некоторых свойств одного из видов цветкового растения жостер.
В 1945 году, то есть спустя четыре года после преобразования фармацевтического отделения в самостоятельный факультет, Бранка Акачич получила должность доцента на его кафедре фармакогнозии. Одновременно с этим, она заняла должность директора, входящего в состав факультета Института фармакогнозии, сменив на этом посту первого декана фармацевтического факультета Антуна Вргоча. На посту директора института Акачич внесла весомый вклад в дополнение Государственной фармакопеи Хорватии, основала лабораторию для биологических исследований и добилась передачи в ведение факультета небольшого земельного участка в загребском районе Житняк, на котором она вместе со студентами начала выращивать целебные растения. С 1954 по 1958 учебный год она помимо своих прямых обязанностей, также выполняла работу заместителя декана фармацевтического факультета Божидара Ваича. В 1960 году она получила повышение до должности профессора, а спустя 11 лет ушла на пенсию, передав полномочия директора Института фармакогнозии Йовану Петричичу. За свои заслуги она получила медаль имени Юлие Домаца из рук представителей Хорватского фармацевтического общества.